# Régie Inter océans
La société Régie Inter Océans R.3.0 était le régisseur exclusif pour la publicité de la société nationale de programme RFO sur ses antennes de télévision du 30 mars 1984 au 15 mai 2012. 

## Histoire
Cette société anonyme à conseil d'administration voit le jour le 30 mars 1984, à la suite de son enregistrement à Nanterre, sous le numéro d'immatriculation 329 086 185. L'entreprise est spécialisée dans le secteur d'activité de la régie publicitaire de médias. Elle est créée par l'État comme régie publicitaire de la nouvelle société nationale de programme pour l'outre-mer, RFO, créée la même année. La société a été en activité durant 28 ans et a été radiée le 15 mai 2012, à la suite de l'intégration de RFO dans France Télévisions. Depuis cette date, la régie publicitaire du Réseau Outre-Mer première est assurée par France Télévisions Publicité.

## Présentation
Pour la publicité locale, "R.3.0" a confié un mandat exclusif de délégation commerciale à la société Média Overseas pour les quatre territoires d'outre-mer et pour la Nouvelle-Calédonie où elle est représentée par la société Régie Pacifique. Pour la Polynésie française, un mandat de même nature a été confié à la société Publi-Pacific. Pour la publicité extra-locale, "R.3.0" est habilitée à recevoir directement les ordres de publicité.